# Alice Merton

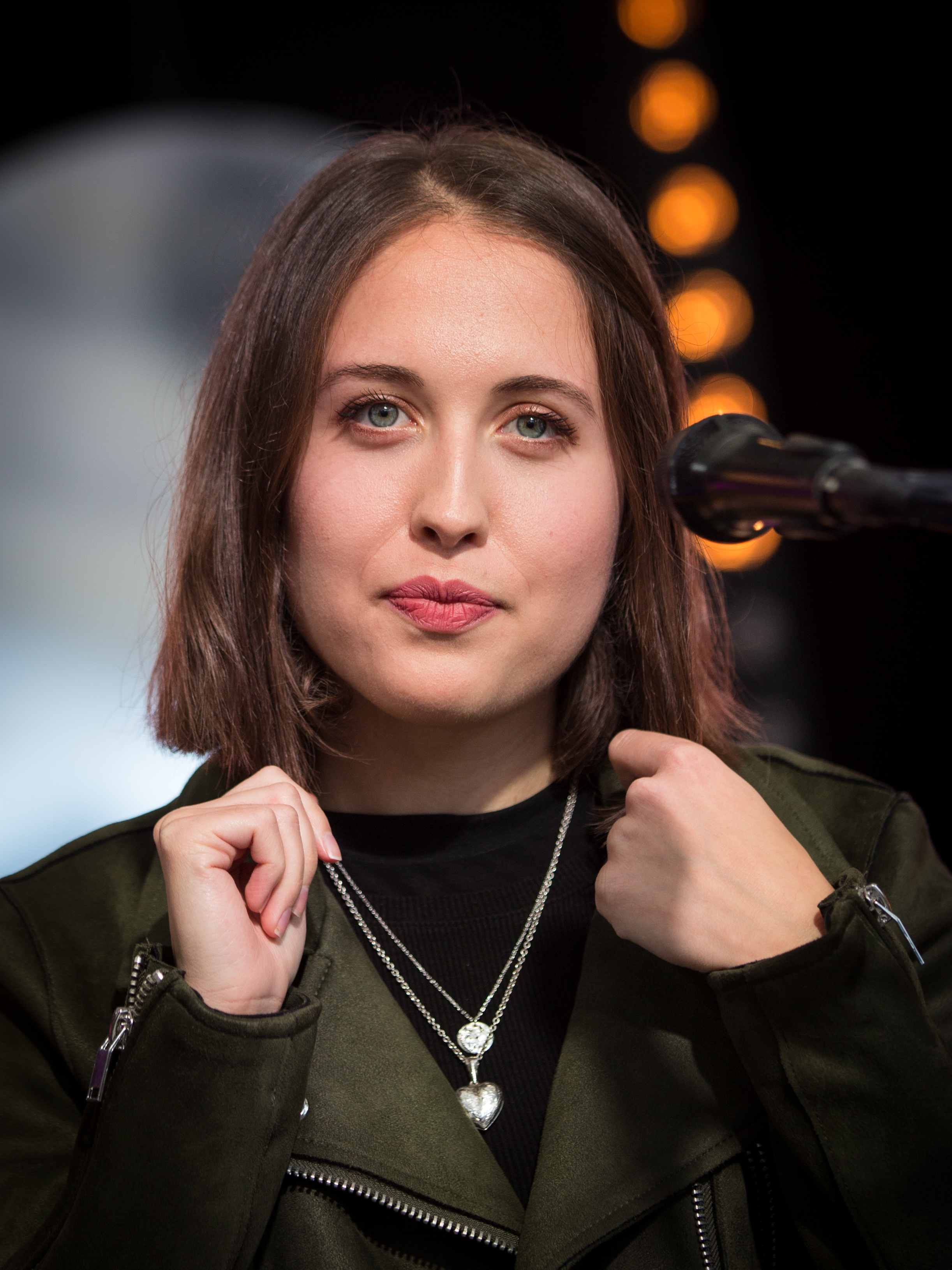
Alice Merton beim SWR3 New Pop Festival 2017

Alice Florence Clarissa Merton (* 13. September 1993 in Frankfurt am Main) ist eine deutsche Popmusikerin.

## Leben

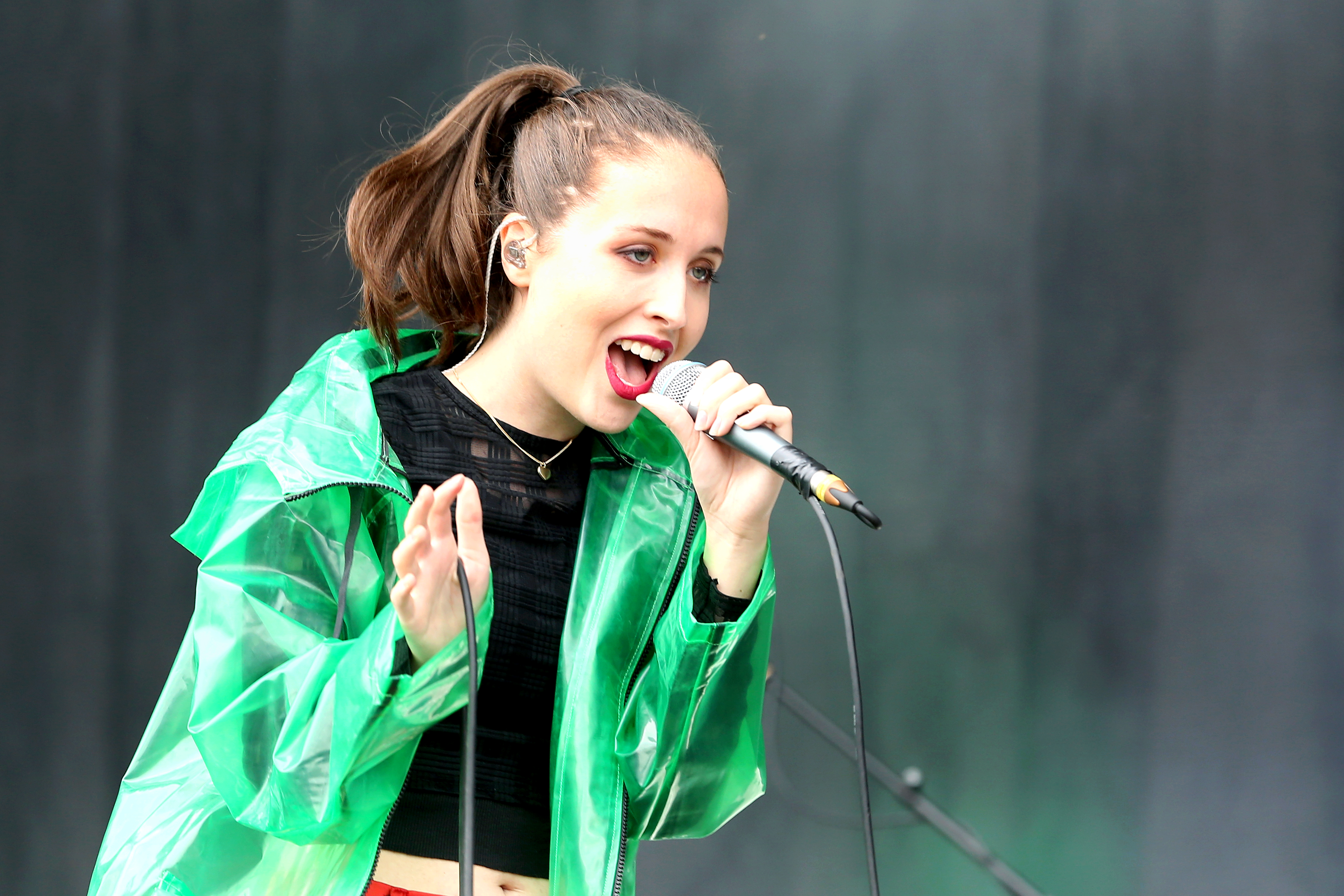
Alice Merton live beim Southside Festival 2019

Geboren wurde Alice Merton in Frankfurt als Tochter einer Deutschen und eines Iren. Über New York zog die Familie nach Oakville in der kanadischen Provinz Ontario, wo sie ihre Kindheit verbrachte. Mit 13 Jahren kam Merton wieder zurück nach Deutschland, nach München, und lernte Deutsch. Davor hatte sie auch innerhalb Kanadas immer wieder den Wohnort gewechselt. Zuletzt zog sie nach England, wo auch ihre Eltern leben, und machte dort ihren Schulabschluss. Danach ging Alice Merton nach Augsburg und begann, Wirtschaftswissenschaften zu studieren. Nach drei Semestern unterbrach sie dieses Studium und ging schließlich an die Popakademie Baden-Württemberg in Mannheim, an der sie ab 2013 ein Studium in Popmusikdesign (Komposition/Songwriting) absolvierte.
Als ihre Wurzeln nannte Merton in einem Interview neben Irland, Kanada und Deutschland auch Frankreich, die zeitweilige Heimat ihrer Mutter. Merton ist eine Ururnichte von Wilhelm Merton.

## Karriere
Erstmals auf sich aufmerksam machte Merton 2015 als Songwriterin und Sängerin auf dem Album The Book of Nature von Fahrenhaidt.
2016 gewann sie in der Kategorie Acoustic Pop den Bundesförderpreis Jugend kulturell. Inzwischen in Berlin ansässig, gründete sie ihr eigenes Label Paper Plane Records International mit ihrem Manager Paul Grauwinkel und veröffentlichte Ende 2016 das Lied No Roots über ihr Gefühl, nirgendwo wirklich zu Hause zu sein. Bei Hype Machine und den Global Viral 50 im Internet erreichte es Topplatzierungen und es wurde in die Empfehlungslisten mehrerer Radiosender aufgenommen. Anfang Februar 2017 erschien das Lied offiziell auf der gleichnamigen EP mit insgesamt vier Titeln. No Roots stieg in die Charts ein und erreichte in Frankreich Platz 1, in Deutschland Platz 2, in Österreich Platz 3, in der Schweiz Platz 25 und in den US Alternative Radio Charts Platz 1. Außerdem wurde No Roots in der Fernsehwerbung von Vodafone verwendet. Die Single No Roots hat in Deutschland mit über 600.000 verkauften Einheiten 3-fach-Gold-Status erreicht. In Frankreich erreichte der Song Platz 1 der Downloadcharts.
Am 4. August 2017 veröffentlichte Alice Merton ihre zweite Single Hit the Ground Running, die ebenfalls über das eigene Label Paper Plane Records Int. erschien. Der Song stieg in der ersten Woche in die Top 100 der deutschen Airplay-Charts ein. Merton hatte deutschlandweite Auftritte, unter anderem im Vorprogramm von Bosse und Philipp Poisel. 2017 trat sie zudem beim Life Ball in Wien auf sowie beim Lollapalooza Berlin.
Anfang April 2018 kam ihre Hit-Single No Roots in die Billboard Hot 100. Im selben Monat veröffentlichte sie ihre dritte Single Lash Out.
Im Duett mit dem britischen Singer-Songwriter Tom Odell singt sie in der Single Half as Good as You, die am 28. September 2018 veröffentlicht wurde.
Ihr Debütalbum Mint erschien im Januar 2019 und erreichte Platz zwei der deutschen Albumcharts.
2019 wurde sie Jurymitglied in der neunten Staffel von The Voice of Germany und gewann, als erster weiblicher Coach, die Staffel mit ihrem Talent Claudia Emmanuela Santoso. Nach einem Jahr zog sie sich wieder aus der Castingshow zurück. 2020 nahm sie an der Sendung Joko & Klaas gegen ProSieben teil.

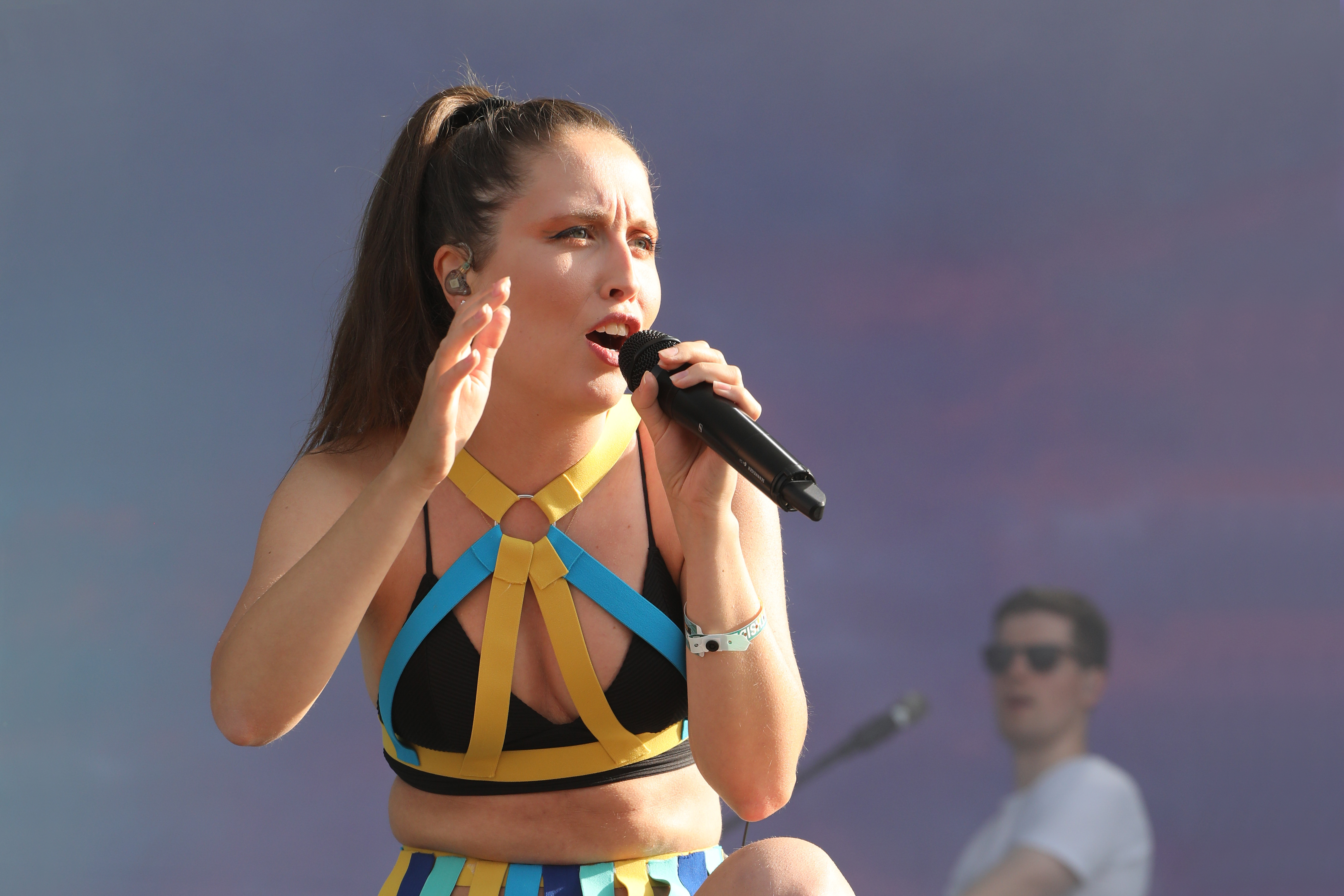
Alice Merton beim Southside Festival 2022

Am 8. April 2021 veröffentlichte Merton die Single Vertigo, am 9. September folgten Hero und Island als Singleauskopplung ihres kommenden zweiten Studioalbums S.I.D.E.S. Später im April 2022 veröffentlichte sie ihre nächste Single Blindside und schließlich im Mai 2022 Love Back. Später 2022 begleitete sie die britische Band Bastille auf deren amerikanischer Give me the Future-Tour und tourte dann selbst in sieben verschiedenen Ländern in ganz Europa zur Promotion ihres am 17. Juni 2022 veröffentlichen zweiten Studioalbums S.I.D.E.S. 2023 veröffentlichte sie Waste My Life und Charlie Brown, 2024 folgten run away girl, Heron und Sleigh Ride. Anschließend ging sie in den USA im April 2024 auf Headliner-Tournee und richtete 11 zumeist ausverkaufte Konzerte aus, um ihr drittes Album Heron zu promoten. Zudem trat sie unter anderem auf dem Southside-Festival auf. Im März 2025 verklagte Merton den US-amerikanischen Musiker Kanye West wegen nicht autorisierter Verwendung ihrer Musik. Hintergrund ist, dass West den Titel Gun to my Head einer Passage aus Mertons Single Blindside entnommen haben soll, obwohl Merton wegen Wests politischer Ansichten diesem die Freigabe verweigert habe.

## Auszeichnungen und Nominierungen
Auszeichnungen
- 2016: Jugend kulturell Förderpreis in der Kategorie „Acoustic Pop“ (No Roots)
- 2017: nominiert für den Anchor des Reeperbahn Festival[23]
- 2017: Preis für Popkultur in der Kategorien „Hoffnungsvollste/r Newcomer/in“ und „Lieblings-Solokünstlerin“[24]
- 2017: Musikpreis des Verbandes der Deutschen Konzertdirektionen
- 2018: European Border Breakers Award für den erfolgreichsten europäischen Act aus Deutschland (No Roots EP)
- 2018: Deutscher Musikautorenpreis in der Kategorie „Erfolgreichstes Werk 2017“ (No Roots)
- 2018: ECHO Pop in der Kategorie „Künstlerin Pop National“. (No Roots EP)[25]
- 2019: VUT Indie Awards in der Kategorie „Beste*r Newcomer*in“[26]

Nominierungen
- 2017: 1 Live Krone in der Kategorie „Bester Künstler/Beste Künstlerin“.[27]
- 2018: Teen Choice Award in der Kategorie „Rock“[28]

## Diskografie
Studioalben

| Jahr | Titel Musiklabel                      | Höchstplatzierung, Gesamtwochen, AuszeichnungChartplatzierungen (Jahr, Titel, Musiklabel, Platzierungen, Wochen, Auszeichnungen, Anmerkungen) | Höchstplatzierung, Gesamtwochen, AuszeichnungChartplatzierungen (Jahr, Titel, Musiklabel, Platzierungen, Wochen, Auszeichnungen, Anmerkungen) | Höchstplatzierung, Gesamtwochen, AuszeichnungChartplatzierungen (Jahr, Titel, Musiklabel, Platzierungen, Wochen, Auszeichnungen, Anmerkungen) | Höchstplatzierung, Gesamtwochen, AuszeichnungChartplatzierungen (Jahr, Titel, Musiklabel, Platzierungen, Wochen, Auszeichnungen, Anmerkungen) | Höchstplatzierung, Gesamtwochen, AuszeichnungChartplatzierungen (Jahr, Titel, Musiklabel, Platzierungen, Wochen, Auszeichnungen, Anmerkungen) | Anmerkungen                           |
| Jahr | Titel Musiklabel                      | DE | AT | CH | UK | US | Anmerkungen                           |
| ---- | ------------------------------------- | --- | --- | --- | --- | --- | ------------------------------------- |
| 2019 | Mint Paper Plane Records (Sony)       | DE2 (7 Wo.)DE | AT19 (2 Wo.)AT | CH21 (1 Wo.)CH | — | — | Erstveröffentlichung: 18. Januar 2019 |
| 2022 | S.I.D.E.S. Paper Plane Records (Sony) | DE28 (2 Wo.)DE | — | — | — | — | Erstveröffentlichung: 17. Juni 2022   |